# Operazione Gedeone
La Operazione Gedeone (in spagnolo Operación Gedeón) fu un tentativo segreto da parte dei dissidenti venezuelani e della compagnia militare privata americana Silvercorp USA di addentrarsi via mare nel Venezuela e rovesciare il governo di Nicolas Maduro in favore di Juan Guaidò.

## Il piano
L'obbiettivo prestabilito da parte della Silvercorp USA e dei dissidenti era di invadere il porto della cittadina di Macuto così da prendere il controllo del vicino Aeroporto Internazionale Simòn Bolivar, situato a 21 km a nord dalla capitale venezuelana Caracas. Il fine ultimo della missione era la cattura del presidente Nicolas Maduro e altri esponenti di spicco del governo bolivariano.

## Conseguenze

### In Venezuela
In Venezuela la vittoria sugli invasori ebbe un grande effetto sull'opinione pubblica, confermando l'appoggio popolare al governo di Maduro manifestato nelle elezioni presidenziali del 2018. Peculiare fu il coinvolgimento accidentale della comunità di pescatori di Chuao (frazione di Santiago Mariño), che rispose offrendosi di partecipare a un'azione congiunta con le Forze Armate il 4 maggio, contribuendo alla cattura di 8 paramilitari. I pescatori di Chuao, così come i militari coinvolti, ricevettero poi un encomio da parte di Maduro.
In seguito all'Operazione Gedeone il governo venezuelano darà inizio a "Escudo Bolivariano", piano militare finalizzato alla maggiore salvaguardia della costa venezuelana, che prevede lo schieramento di 25 000 soldati pronti a intervenire rapidamente e addestramenti su larga scala in caso di invasione.

### Nel mondo
Il governo venezuelano accusò pubblicamente Stati Uniti e Colombia, principali sostenitori di Juan Guaido nella crisi presidenziale venezuelana, di essere collusi con l'iniziativa della Silvercorp USA. Tali accuse verranno poi supportate anche da Cuba e dalla Russia, che provvederà poi il 20 maggio a convocare un incontro del Consiglio di sicurezza dell'ONU per dibattere dell'accaduto con gli Stati Uniti.
D'altra parte, Stati Uniti e Colombia hanno negato qualsiasi tipo di legame tra i rispettivi governi e l'Operazione Gedeone.